# 티로스의 마리노스

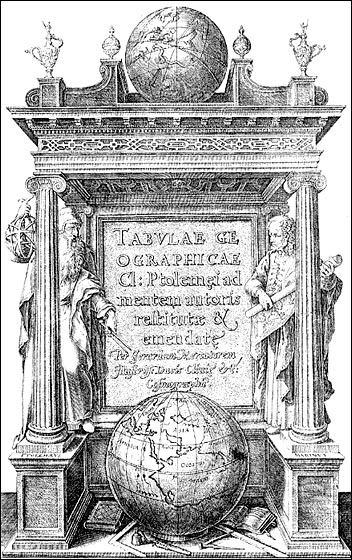

티로스의 마리노스(고대 그리스어: Μαρῖνος ὁ Τύριος 마리노스 호 티리오스[*])는 그리스의 지리학자, 지도학자, 수학자이다. 수리지리학의 기초를 닦은 인물로 알려져 있다. 시리아 속주의 티레(그리스어 티로스)가 기원이다.